# Előfeszítés (pszichológia)
Az előfeszítés (vagy priming) az emlékezet kutatásában azt a hatást jelöli, amikor egy inger előzetes észlelése illetve felidézése előhangolja, előfeszíti a rá következő inger feldolgozását.

## Az előfeszítésről általában
Az előfeszítéses vizsgálatokban két, vagy három fő ingercsoportot alkalmazunk, melyek vagy rövid időn belül követik egymást, vagy viszonylag nagyobb idői ablak van közöttük.
- Priming vagy előfeszítő inger: az az ingercsoport, amit elsőként mutatunk be. Minden esetben ezzel/ezekkel az ingerrel/ingerekkel kezdjük a primingvizsgálatot, bármilyen fajta is legyen a primingvizsgálat (a primingvizsgálatok csoportosítását lentebb ismerteti a szócikk).

- Maszkinger: ennek az ingercsoportnak a használata opcionális. Szükségessége attól függ, hogy milyen fajta primingvizsgálatot tervezünk. A fő szempont itt az, hogy a primingvizsgálatot milyen idői ablak mellett akarjuk lefolytatni, vagyis mekkora időt akarunk hagyni az előfeszítő és az előfeszített inger között. Amennyiben az idői ablak kicsi (néhány száz msec), úgy érdemes az alkalmazása. Feladata ez esetben, hogy kitörölje az előfeszítő inger utóképét. Amennyiben viszont az idői ablak nagy, úgy nem szükséges alkalmazni. Az előfeszített inger utóképe egy idő után magától eltűnik.

- Célinger: az az ingercsoport, amin az előfeszítő inger előhangoló (prime) hatását mérjük le. A hatást egyes vizsgálatokban reakcióidővel (például lexikai döntési helyzet), másokban a helyes válaszok számával mérik (például szótőkiegészítés, szótöredékkiegészítés stb.)

## Az előfeszítés típusai
Az előfeszítés fajtáit több szempont alapján is csoportosítani lehet:
- Az ingerlés megvalósulása szerint lehet észlelési küszöb feletti, körüli, illetve alatti egyaránt.

Az észlelési küszöb alatt felvillantott inger olyan rövid és gyenge intenzitású, hogy bár keletkezik emléknyom, ez azonban tudatosan még az egészséges, ép emlékezettel rendelkező személyek számára sem hozzáférhető.
- Aszerint, hogy az először bemutatott inger jelentéstani asszociációinak, vagy ugyanennek az ingernek az újbóli feldolgozását feszítjük-e elő, beszélhetünk szemantikus (semantic) és ismétlési (repetition) előfeszítésről.

- Aszerint, hogy az előfeszítő-, illetve célingerek verbális vagy nonverbális természetűek-e beszélhetünk:
  - Verbo-verbális primingról
  - Verbo-perceptuális primingról
  - Percepto-perceptuális primingról
  - Percepto-verbális primingról

Megjegyzendő, hogy a verbális természetű ingerek három modalitásban mutathatóak be: akusztikusan, vizuálisan és taktilisan, a nemverbális természetű ingerek pedig bármelyik modalitásból származhatnak.
- Aszerint, hogy az előfeszítő inger és a célinger ugyanabból a modalitásból származik-e beszélhetünk intermodális, vagyis modalitások közötti, és intramodális, azaz modalitáson belüli előfeszítésről. A kísérleti megfigyelések tanulsága, hogy a modalitások közötti előfeszítés hatásfoka mindig gyengébb, mint a modalitáson belülié (lásd például Greene, Easton, LaShell 2001).

## Előfeszítési paradigmák és alkalmazásai
Az előfeszítéssel kapcsolatos feladatokat Roediger és McDermott nyomán három nagy feladatcsoportra oszthatjuk (összegzi Baddeley, 2003): 
1. Észlelési feladatok
  1. Perceptuális szóazonosítás
  2. Szótő-kiegészítés
  3. Szótöredék kiegészítés
  4. Gyengített szómegnevezési feladat
  5. Anagramma feladat
  6. Lexikai döntés feladat
2. Nonverbális feladatok, valamint
  1. Képtöredék azonosítási feladat
  2. Tárgyról való döntés
  3. Lehetséges, lehetetlen tárgy
3. Fogalmi feladatok
  1. Szóasszociációs feladat
  2. Kategóriapélda generálás
  3. Általános tudás

Az előfeszítési paradigmákról általában elmondható, hogy organikus amnéziában szenvedő betegek esetében is megbízható hatásfokkal rendelkeznek. Bár az explicit emlékezet súlyosan károsodott ezeknél a pácienseknél, mégis jó emlékezeti megtartást mutatnak az előfeszítéses feladatokban.
A különféle előfeszítési paradigmákat olyan online kísérleteknél használjuk, ahol menet közbeni automatikus és kognitív működésekre vagyunk kíváncsiak: neuropszichológiai vizsgálatokban, emlékezeti demenciák kutatásánál, amnéziás betegek vizsgálatában, implicit/látens előítéletek tanulmányozásában.
Újabban pedig a priming már nem csak módszer, hanem néhány kutató számára egyben szisztematikus elemzés tárgyává is vált. Ennek oka, hogy a Daniel Schacter, és Endel Tulving által megalkotott PRR elmélet (mely a priming jelenségét globálisan igyekszik magyarázni) hiányosan kezeli az intermodális és szemantikus priming jelenségét, vagyis az elméletben lefektetett alapokból nem sok jóslatot lehet képezni ezekre a jelenségekre nézve (Schacter 1987/1992, Schacter 1990, Tulving és Schacter 1990).